# 劉成禺

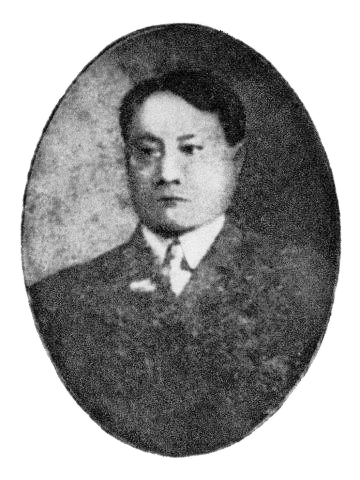

劉成禺（1876年—1953年），本名問堯，字禺生，曾用名劉麟莊，筆名劉漢、漢公、壯夫，室名世載堂、後孫公園、避暑山莊、蔭廬，店名嘉禾居，外號麻哥、黑旋風，印署火裡奇緣。湖北省江夏县（今江夏区）人。中国民主革命家，中华民国政治人物。

## 生平
劉成禺原籍湖北江夏，生於廣東番禺。早歲追隨孫中山，光緒二十七年（1901年）他到香港加入興中會，入日本成城學校。在日本期间，他和李書城、張繼煦等人在東京创刊《湖北學生界》。光緒三十年（1904年）寫有《太平天國戰史》。光緒三十年（1904年），成為湖北官費出國留美學生，入加州大學攻读。在《大同日報》上撰文宣傳排滿，被目為“亂黨”，為端方所忌，給他五百兩銀子，要求“那些話都不要講了”。在美国期间，他成为美国的洪門致公堂白扇，從事排滿活動；他还曾经冲进火场搶救出一名女子，随后他同该女子结婚，故杨千里為他刻了一方“火裡奇緣”印。
1911年武昌起义爆发，他离美返国，在上海加入南社。中华民国成立后，他曾任南京临时参议院湖北籍議員、北京临时参议院议员。1912年，他和張伯烈等人盘下上海集成圖書公司，成立民國第一書局。1913年4月，第一届国会开幕，他任參議院议员。後来他加入中華革命黨。1917年8月，南下广州任非常国会参议院议员。他还担任廣州大元帥府顧問。1921年5月，任孙中山总统府宣传局主任。后来他还曾任大本營參議。1923年6月在曹锟驱赶黎元洪，逼迫国会改选总统时，代表孙中山到北京动员国会议员南下。同年12月任中国国民党临时中央执行委员。1931年任监察院监察委员。
1947年，他在廣州任兩廣監察使，不久即去職。後来他曾任國史館總纂修。
中华人民共和国成立後，他任湖北省人大代表、湖北省人民政府委员会參事、中南軍政委員會文教委員。
1953年，劉成禺在武昌病逝。

## 著作
著有《太平天国战史》、《洪宪纪事诗》、《世载堂诗集》、《世载堂杂忆》（1960年出版，董必武題“甚可喜，亦可觀”。）等